# 응우옌민찌엣
응우옌민찌엣(베트남어: Nguyễn Minh Triết, 1942년 10월 8일~ )은 베트남의 정치가. 제7대 베트남 사회주의 공화국 국가 주석이다.

## 생애

### 정치 활동
1942년 프랑스령 인도차이나 시대에 빈즈엉 성 벤캇 지구에서 태어났다. 사이공 대학에서 수학을 전공하였다. 대학에 재학 중이었던 1960년 반 남베트남 정부 학생 시위와 관여하게 되어, 반 정부 시위에 참여하였다. 그 후, 사이공을 중심으로 활동하여, 1965년 3월 30일 베트남 노동당(현재 베트남 공산당)의 남부 조직에 입당하였다. 1974년부터 1976년에 걸쳐 응우옌아이꾹 당 고급학교에서 연수를 받았다.
베트남 통일 후, 남부 출신자로서는 드물게 간부급까지 올랐고 1991년 6월 베트남 공산당 제7회 당대회에서 중앙위원으로 선출되고, 12월에는 남부에 있는 손베이성의 당위원회 비서로 임명되었다. 성당위원회서기 재임중에 농업이 기간산업을 성을 중심으로, 외국 투자를 유치했다. 1992년에 소집된 제9기 국회 이후, 국회의원에 선출되었다(2010년 기준, 4선).

### 베트남 노동당 활동
1996년 7월 제8회 당대회에서 중앙위원에게 재선되었다. 1997년 1월 호치민시당위원회 부서기에 임명되었다. 12월 제8기 당중앙위원회 제4회 총회에서 정치국원으로 선출되어 당내 서열 제 19위가 되어, 당 중앙 대중 동원 위원장으로 임명된다. 2000년 1월 6일에는 호치민시당위원회 비서로 취임하였다. 이 때 그는 조직범죄에 반대하는 캠페인을 개최해, 암흑가의 거물이라고 칭해진 남깜등을 체포했다. 2001년 4월 제9회 당대회에서 정치국원으로 재선되어 당내 서열 제 4위가 된다. 이 당대회에서는 판반카이 총리의 경질이 의제에 올라, 응우옌민찌엣을 후임으로 결정하자는 의견이 많아졌다. 그러나, 남부 출신인 보반끼엣 전 정부수상등이 판반카이의 경질을 강경하게 반대했기 때문에, 결국 판반카이는 계속 정부수상직을 수행했고, 응우옌민찌엣의 정부수상 취임은 실현되지 않았다.
2006년 4월에 개최된 제10회 당대회에서 다시 정치국원, 당내 서열 제 4위가 된다. 이 당대회에서는 농득마인 총비서에 대해 관리의 부패에 책임을 묻는 의견이 많아지고 있었다. 총비서 재선을 목표로 하는 농득마인에 대해, 반대파는 응우옌민찌엣을 후보를 삼았기 때문에, 중앙위원에 의한 자유 선거로 총비서를 선출하게 되었다. 중앙위원회의 비밀 투표에서는 응우옌민찌엣이 득표를 많이 획득했다고 하는 소문이 한때 흘렀지만, 실제로는 찌엣은 선거 직전에 후보를 사퇴하여, 농득마인이 총비서에 재임되었다. 응우옌민찌엣은 국가주석으로 취임하는 것으로 결정되었다.

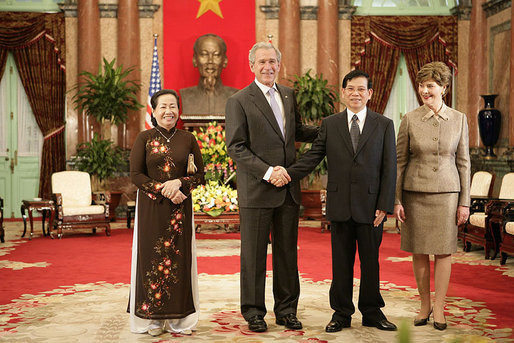
2006년 11월 7일 베트남을 방문한 부시 미국 대통령 부부와 함께 한 응우옌민찌엣 부부

### 국가 주석 선출
동년 5월 16일부터 6월 29일까지 개최된 제 11기 국회 제 9회 회의인 6월 27일 정식으로 국가 주석에게 선출되었다. 취임 직후의 기자 회견에서 그는, 내정의 과제로서 당, 정부내에서 만연하는 부패 척결의 의지를 나타내는 것과 동시에, 외교 분야에서는 "미국, 중국과의 우호와 경제 관계를 강화하고 싶다."라고 말한바 있다. 11월에 하노이에서 개최된 제18회 아시아 태평양 경제협력 회의(APEC) 정상회의에서는 호스트 역할도 맡았다. 다음 해 7월, 제12기 국회 제 1회 회의에서 국가 주석에게 재선되었다. 덧붙여 베트남의 국가주석은 의례적인 국가원수이며, 베트남의 사실상의 최고 지도자는 총비서로, 정부의 통괄은 수상이 실시하지만, 농득마잉 총비서가 제10회 당대회에서 정치적 위신을 저하하여, 정치의 결정권은 응우옌민찌엣 국가주석, 응우옌떤중 정부수상, 쯔엉떤상 당비서국 상임 비서등 3명이 장악 하고 있다라는 견해가 있다.
2007년 11월에 일본을 방문하였다.
2011년 7월 25일 국가주석을 퇴임했다.